# Râul Preoteasa
Râul Preoteasa este un râu din România, afluent al râului Valea Porumbenilor. 